# Pascal Commère
Pascal Commère (né le 17 décembre 1951 à Semur-en-Auxois en Bourgogne) est un écrivain et poète français. Il réside en Côte d'Or.

## Approche biographique
Il a six ans lorsque son père, jockey, meurt d'une chute à l'entraînement. Des premiers livres : Le pèlerinage des chevaux avait lieu à heure fixe. Les chiens se taisaient. Un homme parfois roulait dans la sciure. On le relevait. On remettait ça./ Plus de viande que de peur./ Il fallait attendre la nuit pour que dans les cabas les rêves et l'avoine voyagent à prix égal, jusqu'à un des derniers ouvrages parus : arrêtés soudain détachés du troupeau. Hennissements/ un temps encore là-bas, où le piétinement poursuit/ Cavaliers !, le cheval est toujours très présent, en chair, en os, en mots, dans l’œuvre de Pascal Commère. En 1978 il fonde, avec Christian Cailliès, la revue de poésie Noah, dans laquelle on retrouve les signatures de Raoul Bécousse, Marcel Schaettel ou Serge Wellens, avant de rejoindre au début des années 1990 le comité de rédaction de la revue Le Mâche-Laurier. Il est membre du comité littéraire de la revue électronique de littérature Secousse.
Pascal Commère est un homme attaché à sa terre, avec laquelle ses poèmes et ses récits font corps tout en nous faisant entrer dans la profondeur ou le questionnement du sens de l'existence. Il a publié une quarantaine de livres et il est également l'auteur de nombreux textes critiques consacrés à des écrivains et poètes comme André Frénaud (« Frénaud, jamais dupe, souhaitait ne jamais se couper du réel ; ne s’en laissant pas conter, comme on dit. Ni par l’enfance – qui grandit tant de choses et donne à la voix qui l’évoque après coup, outre une charge de nostalgie commune, un accent passéiste –, ni par le poème »), Gustave Roud, Serge Wellens, Franck Venaille, James Sacré, Petr Kral, Jean-Loup Trassard. Ce choix de s'intéresser à des « frères de lettres » est commenté par Thierry Guichard dans Le Matricule des anges : « L’œuvre d'un écrivain fait résonner mille cordes sensibles chez le poète. On doit se constituer tout un réseau de sens, le sentiment que quelque chose se joue dans ses écrits épars, rassemblés sous le regard d'un même lecteur averti. Une connivence (parfois une même souffrance) qui n'aurait pour s'exprimer que les rayons des bibliothèques et le silence de la lecture. »
Mais cette terre ancestrale que l'écrivain foule jour après jour et qui nourrit à la fois charnellement et métaphysiquement son univers intime est aussi celle de pays lointains, tels que la Laponie ou la Mongolie, dans lesquels il a voyagé, contrées qui s'intègrent dans son œuvre avec une mystérieuse proximité :  Fatiguée, la camionnette sur la neige parmi d'autres dans les trous - le chargement des peaux fait grise mine, arrimé tant  bien que / mal en son travers / Ulaan Bataar, marché de neige et de suint. Les odeurs… / Halte-là / Prolétaire ! / Les visas sont en ordre, et visés. Tu dors / - enfant redevenu dans l'hiver de la steppe, autre / et toujours semblable, incertain.- Chamboulé / ô les tressautements sur la banquette arrière.

## Distinctions
- Bourse de la Fondation Cino del Duca, 1984
- Prix Guy Levis Mano, 1990
- Prix des Découvreurs de la ville de Boulogne, 1998
- Prix Roger-Kowalski 2003
- Prix Max Jacob, 2025

## Œuvres (choix)
- Les Commis, Folle Avoine, 1982.  Réédition : Le temps qu'il fait (éditions), 2007
- Chevaux, Denoël, 1987, Bourse de la Fondation Cino del Duca. Réédition : Le temps qu'il fait (éditions), 2023
- Dijon, Champ Vallon, 1989.
- La Vache automatique, Le Dé bleu, 1989.
- Lointaine approche des troupeaux à vélo vers le soir, Folle Avoine, 1995.
- D'une lettre déchirée en septembre, Tarabuste, 1996.
- De l'humilité du monde chez les bousiers, Obsidiane, 1996, Prix des Découvreurs de la ville de Boulogne.
- Solitude des plantes, Le Temps qu'il fait (éditions), 1998.
- Le Grand Tournant, Le Temps qu'il fait (éditions), 1998.
- Vessies, lanternes et autres bêtes cornues, Obsidiane, 2000.
- La Grand'soif d'André Frénaud, Le Temps qu'il fait (éditions), 2001.
- Bouchères, Obsidiane, 2003, Prix Roger Kowalski de la ville de Lyon.
- D'un pays pâle et sombre, Le Temps qu'il fait (éditions), 2004.
- Lieuse (gravures de Sylvie Turpin), Le Temps qu'il fait (éditions), 2004.
- Le Vélo de saint Paul, Le Temps qu'il fait, 2005.
- Prévision de passage d'un dix cors au lieu-dit Goulet du maquis, Obsidiane, 2006.
- Les Oiseaux de Sens, avec Emmanuel Berry, Le Temps qu'il fait (éditions), 2007.
- Graminées - Un cahier perdu puis retrouvé, Le temps qu'il fait (éditions), 2007
- Tel en grotte sur paroi (peintures de Jean-Gilles Badaire), S'Ayme à bruire, 2009.
- Les Larmes de Spinoza, Le Temps qu'il fait (éditions), 2009.
- Noël hiver, Le Temps qu'il fait, 2010.
- Anthère (peintures de Philippe Hélénon), Sabbar, 2011.
- Le Petit Cheval d'Ostrava, Le Temps qu'il fait (éditions), 2011.
- Des laines qui éclairent, Une anthologie, 1978-2009, Obsidiane & Le Temps qu'il fait (éditions), coll. « Les Analectes », 2012.
- Tashuur. Un anneau de poussière, Obsidiane, 2012.
- P'tite Mouche (dessins de Valérie Linder), Le Ouïgour indiscret, 2016.
- Territoire du Coyote, Tarabuste, 2017.
- Cornichon, Le Ouïgour indiscret, 2021.
- Ainsi parle le mur, Le Temps qu'il fait (éditions), 2022.
- Verger, etc.. (Monotypes de Joël Leick), Fata Morgana, 2022
- P'tite mouche suivi de Vers le Gobi, Rougier V éd., 2023
- Garder la terre en joie, Tarabuste, 2024
- Que raire au soir écorche (Aquarelles de Philippe Cognée), Editions Ecarts, 2024.
- Sortir des forêts, Le temps qu'il fait (éditions), 2025